# Изаурт
Изау́рт (фр. Izaourt, окс. Isaort) — коммуна во Франции, находится в регионе Юг — Пиренеи. Департамент — Верхние Пиренеи. Входит в состав кантона Молеон-Барус. Округ коммуны — Баньер-де-Бигор.
Код INSEE коммуны — 65230.

## География
Коммуна расположена приблизительно в 670 км к югу от Парижа, в 95 км юго-западнее Тулузы, в 50 км к юго-востоку от Тарба.
По территории коммуны протекают реки Гаронна и Урс.

## Климат
Климат умеренно-океанический с солнечной тёплой погодой и обильными осадками на протяжении практически всего года.

## Население
Население коммуны на 2010 год составляло 231 человек.
| 1962 | 1968 | 1975 | 1982 | 1990 | 1999 | 2010 |
| ---- | ---- | ---- | ---- | ---- | ---- | ---- |
| 228  | 209  | 197  | 205  | 235  | 232  | 231  |

## Администрация
| Период | Период | Фамилия    | Партия | Примечания                                       |
| ------ | ------ | ---------- | ------ | ------------------------------------------------ |
| 1977   | 2020   | Рене Марро |        | председатель сообщества коммун Валле-де-ла-Барус |

## Экономика
В 2010 года среди 126 человек трудоспособного возраста (15-64 лет) 93 были экономически активными, 33 — неактивными (показатель активности — 73,8 %, в 1999 году было 63,5 %). Из 93 активных жителей работали 89 человек (46 мужчин и 43 женщины), безработных было 4 (2 мужчин и 2 женщины). Среди 33 неактивных 8 человек были учениками или студентами, 21 — пенсионерами, 4 были неактивными по другим причинам.